# Bernard Krawczyk (nauczyciel)
Bernard Krawczyk (ur. 1889 w Mikulczycach, zm. 22 marca 1940 w Gdańsku) – polski nauczyciel, działacz społeczny i plebiscytowy, powstaniec śląski, poseł na Sejm Śląski III kadencji.

## Życiorys
Ukończył seminarium nauczycielskie w Oleśnie, a następnie pracował w szkołach w Żyglinie i Górnikach. W latach 1914–1920 uczył języka polskiego oraz historii Polski w szkole na katowickim Nikiszowcu (z przerwą w latach 1915-1918, kiedy to został powołany do armii niemieckiej podczas I wojny światowej i skierowany na front wschodni). Tamteż był członkiem i dyrygentem chórów "Jutrzenka" i "Wolność" oraz jednym z założycieli Stowarzyszenia Nauczycieli Górnoślązaków. Walczył w II i III powstaniu śląskim oraz brał udział w akcji plebiscytowej. W listopadzie 1920 roku został mianowany polskim obwodowym radcą szkolnym na powiat raciborski. Następnie, w latach 1922-1924, był powiatowym radcą szkolnym w powiecie mikołowskim, a w latach 1924-1931 - powiatowym inspektorem szkolnym w Pszczynie. W latach 1930–1935 był posłem do Sejmu Śląskiego III kadencji. Ponadto pełnił funkcję Wiceprezesa Zarządu Okręgu Mikołowskiego Związku Śląskich Kół Śpiewaczych (1923 i 1935-1939) oraz był członkiem Ligi Obrony Powietrznej i Przeciwgazowej, Towarzystwa Czytelni Ludowych oraz Związku Obrońców Śląska.
We wrześniu 1939 roku był organizatorem oddziałów obrony powstańczej, z którymi brał udział w walkach na linii Mikołów - Mokre, a następnie wycofał się z oddziałami polskim do Zamościa. Po powrocie do Mikołowa został w październiku 1939 roku aresztowany przez Niemców. Po pobycie w kilku więzieniach trafił do obozu koncentracyjnego w Stutthofie. Został rozstrzelany 22 marca 1940 roku w Gdańsku.
Uchwałą Miejskiej Rady Narodowej w Katowicach z dnia 2 listopada 1962 roku imię Bernarda Krawczyka nadano jednej z ulic na osiedlu Nikiszowiec, łączącej ul. Szopienicką z Pl. Wyzwolenia (przemianowanie z ul. Robotniczej).